# 모다아울렛
모다아울렛(MODA Outlet)는 2002년 설립된 대한민국의 패션 전문 아울렛이다.

## 매장 지역

### 현재 점포중인 지점
- 2022년 10월 현재 기준으로 삼는다.

| 지점 이름      | 개점일 | 소재지                                      | 연계 교통                   | 비고                  |
| -------------- | ------ | ------------------------------------------- | --------------------------- | --------------------- |
| 대구점         | 2002년 | 대구광역시 달서구 달서대로 411              |                             |                       |
| 대전점         | 2011년 | 대전광역시 유성구 대정로 5                  |                             |                       |
| 곤지암점       | 2011년 | 경기도 광주시 초월읍 경충대로 907           | 경강선 초월역, 곤지암역     |                       |
| 천안아산점     | 2013년 | 충청남도 천안시 서북구 공원로 196           | 경부선 천안아산역           |                       |
| 양산점         | 2013년 | 경상남도 양산시 중부로 2                    | 부산 도시철도 2호선 양산역  |                       |
| 경주포항점     | 2013년 | 경상북도 경주시 천북면 산업로 4938          |                             |                       |
| 진주점         | 2014년 | 경상남도 진주시 정촌면 삼일로95번길 46      |                             |                       |
| 오산동탄점     | 2015년 | 경기도 오산시 경기대로 822-30               | 수도권 전철 1호선 세마역    |                       |
| 울산점         | 2015년 | 울산광역시 북구 진장유통로 78-6             |                             |                       |
| 김천구미점     | 2015년 | 경상북도 김천시 아포읍 아포대로 1417        |                             |                       |
| 행담도서평택점 | 2015년 | 충청남도 당진시 신평면 서해안고속도로 276   | 서해안고속도로 행담도휴게소 |                       |
| 인천점         | 2016년 | 인천광역시 서구 북항로32번안길 50           |                             |                       |
| 순천점         | 2017년 | 전라남도 순천시 해룡면 상성길 70            |                             | 에코유통㈜ 제휴       |
| 구리남양주점   | 2017년 | 경기도 구리시 경춘북로 230                  | 경춘선 갈매역               |                       |
| 부평점         | 2019년 | 인천광역시 부평구 부평문화로 35             | 경인선 부평역               | (구)롯데백화점 부평점 |
| 충주점         | 2019년 | 충청북도 충주시 중원대로 3683               |                             |                       |
| 전주김제점     | 2020년 | 전북특별자치도 김제시 용지면 콩쥐팥쥐로 855 |                             |                       |
| 시흥점         | 2021년 | 경기도 시흥시 장현능곡로 155                | 서해선 시흥능곡역           |                       |
| 춘천점         | 2022년 | 강원특별자치도 춘천시 방송길 77             | 경춘선 남춘천역             |                       |

### 폐점된 점포
| 지점 이름 | 폐점일 | 소재지                                    | 연계 교통 | 비고 |
| --------- | ------ | ----------------------------------------- | --------- | ---- |
| 원주점    | 2019년 | 강원특별자치도 원주시 흥업면 원문로 865-3 |           |      |